# Detroit Pistons 1992-1993
La stagione 1992-93 dei Detroit Pistons fu la 44ª nella NBA per la franchigia.
I Detroit Pistons arrivarono sesti nella Central Division della Eastern Conference con un record di 40-42, non qualificandosi per i play-off.

## Roster
| N° | Naz.                   | Ruolo | Sportivo          | Anno | Alt. | Peso |
| -- | ---------------------- | ----- | ----------------- | ---- | ---- | ---- |
| 0  | Stati Uniti (bandiera) | A     | Orlando Woolridge | 1959 | 206  | 98   |
| 3  | Stati Uniti (bandiera) | G     | Alvin Robertson   | 1962 | 191  | 84   |
| 4  | Stati Uniti (bandiera) | G     | Joe Dumars        | 1963 | 191  | 86   |
| 5  | Stati Uniti (bandiera) | G     | Darrell Walker    | 1961 | 193  | 82   |
| 6  | Stati Uniti (bandiera) | A     | Terry Mills       | 1967 | 208  | 104  |
| 10 | Stati Uniti (bandiera) | A     | Dennis Rodman     | 1961 | 201  | 95   |
| 11 | Stati Uniti (bandiera) | G     | Isiah Thomas      | 1961 | 185  | 82   |
| 20 | Stati Uniti (bandiera) | G     | Danny Young       | 1962 | 191  | 79   |
| 23 | Stati Uniti (bandiera) | GA    | Mark Aguirre      | 1959 | 198  | 105  |
| 23 | Stati Uniti (bandiera) | G     | Melvin Newbern    | 1967 | 193  | 91   |
| 25 | Stati Uniti (bandiera) | GA    | Gerald Glass      | 1967 | 196  | 100  |
| 34 | Haiti (bandiera)       | C     | Olden Polynice    | 1964 | 211  | 100  |
| 35 | Stati Uniti (bandiera) | A     | Isaiah Morris     | 1969 | 203  | 104  |
| 40 | Stati Uniti (bandiera) | C     | Bill Laimbeer     | 1957 | 211  | 111  |
| 42 | Stati Uniti (bandiera) | A     | Mark Randall      | 1967 | 203  | 107  |
| 50 | Stati Uniti (bandiera) | C     | Jeff Ruland       | 1958 | 208  | 109  |

## Staff tecnico
- Allenatore: Ron Rothstein
- Vice-allenatori: Brendan Malone, Don Chaney, Alan Srebnick
- Preparatore atletico: Tony Harris